# Arnold Bennett
Enoch Arnold Bennett (Hanley, 27 maggio 1867 – Londra, 27 marzo 1931) è stato uno scrittore, drammaturgo e giornalista inglese.

## Biografia
Arnold Bennett scrisse un'ottantina di opere fra romanzi, antologie di racconti, saggi, drammi, ecc.
Alcuni suoi romanzi, come Anna of the Five Towns ("Anna delle cinque città", 1902), The Old Wives' Tale ("Il racconto delle vecchie", 1908) non sono invecchiati col trascorrere dei decenni e anzi risultano apprezzati ancora oggi.
Lo scrittore appartiene alla corrente realista inglese di George Moore, rafforzata da un'influenza del naturalismo francese conosciuto grazie a una decennale permanenza di Bennett in Francia.
Fra le altre sue opere più celebri c'è la trilogia composta da  Clayhanger (1910), Hilda Lessways (1911) e Quei due (1916).
I suoi romanzi contengono come filo conduttore la grigia esistenza ambientata nella regione dello Staffordshire, dalla quale raramente i protagonisti cercano di ribellarsi o di evadere.

## Opere

### Narrativa
- A Man from the North – 1898
- The Grand Babylon Hotel – 1902
- Anna of the Five Towns – 1902 - Anna delle cinque città – Biblioteca Universale Rizzoli - 1 gen 1958
- The Gates of Wrath – 1903
- Leonora – 1903
- A Great Man – 1904
- Teresa of Watling Street – 1904
- Sacred and Profane Love – 1905 (Rivisto e ripubblicato come The Book of Carlotta in 1911)
- Tales of the Five Towns – 1905 (collezione di racconti)
- Whom God Hath Joined – 1906
- Hugo (novel)|Hugo – 1906 - Il mistero di Hugo - 1933
- The Grim Tale of the Five Towns – (racconti 1907)
- The Ghost--a Modern Fantasy – 1907
- The City of Pleasure, A Fantasia on Modern Themes — 1907
- Buried Alive – 1908
- The Old Wives' Tale – 1908 - La vita è fatta così. Storie di vecchie signore - 2000
- The Card – 1911
- Clayhanger – 1910
- Denry the Audacious – 1910
- Helen with a High Hand – 1910 (titolo della serie: The Miser's Niece)
- Hilda Lessways – 1911
- Milestones – scritto con Edward Knoblock
- The Matador of the Five Towns – (racconti 1912)
- The Great Adventure. A Play of Fancy in Four Acts – play
- The Regent – 1913 (titolo USA: The Old Adam)
- The Price of Love – 1914
- These Twain – 1916
- The Loot of Cities - 1917 (novella + sette racconti)
- The Pretty Lady – 1918
- The Roll-Call – 1918
- Mr Prohack – 1922
- Riceyman Steps – 1923
- Elsie and the Child – 1924
- The Clayhanger Family – 1925
- Lord Raingo – 1926
- The Woman who Stole Everything and Other Stories – 1927
- The Vanguard – 1927 (pubblicato in GB come The Strange Vanguard, 1928)
- Accident – 1928
- Imperial Palace – 1930 - Hotel Imperiale (Libro), Club degli Editori - 1 gen. 1967
- Venus Rising from the Sea – 1931

### Saggistica
- Journalism For Women – 1898
- Fame and Fiction – 1901
- How to Become an Author – 1903
- The Reasonable Life – 1907
- Literary Taste: How to Form It – 1909
- How to Live on 24 Hours a Day – 1910
- The Feast of St. Friend: A Christmas Book – 1911
- Mental Efficiency – 1911
- Those United States – 1912
- Paris Nights and Other Impressions of Places and People – 1913
- The Author's Craft – 1914
- Self and Self-Management – 1918
- Things That Have Interested Me – 1921[2]
- The Human Machine– 1925
- How to Live – 1925
- The Savour of Life – 1928

### Filmografia
- The Grand Babylon Hotel, regia di Frank Wilson - soggetto (1916)
- Piccadilly, regia di Ewald André Dupont - soggetto (1929)
- His Double Life, regia di Arthur Hopkins - romanzo (1933)

### Teatro
- Judith - 1919

### Opera
- Don Juan de Mañera